# Uyan
Az Uyan (Ébredj!) Tarkan nagylemeztől független, 2008. október 16-án megjelent promóciós dala, melyet a népzenész Orhan Gencebayjal ad elő. A dalt az énekes a török Doğa Derneği természetvédő civil szervezet részére írta, önállóan kereskedelmi forgalomba nem került, a szervezet által kiadott magazinhoz adták ajándékba. A szervezet célja, hogy felhívja az emberek figyelmét a természet megóvásának szükségességére, a dal szövege is ebben a szellemben íródott. A dalhoz készült videóklipet a nyugat-törökországi (İzmirhez közeli) Gediz-deltában forgatták, ahol nagyon sok veszélyeztetett és értékes állatfaj él. A klipet Altan Dönmez rendezte.

## Dalok
Az Uyan című dal a kislemezen hatféle verzióban szerepel:
- Çoğalmak
- Doğmak
- Durulmak
- Konuşmak
- Susmak
- Yeniden Doğmak

## Külső hivatkozások
- Tarkan: Uyan - Doğa Derneği. (törökül)
- tarkan.com (törökül) (angolul)